# Água Branca (Piauí)
Água Branca is een gemeente in de Braziliaanse deelstaat Piauí. De gemeente telt 16.518 inwoners (schatting 2009).